# Реліжйоз
Реліжйоз (фр. Religieuse), «черниця») — французьке тістечко із заварного тіста і заварного (ванільного) крему, різновид еклера.
Рецепт аналогічний рецепту еклера, крім подачі. Реліжйоз складається з двох кульок, поставлених одна на одну: верхня меншого розміру. Тістечка покриті помадкою того ж смаку, що і крем, а масляний крем, зазвичай приправлений шоколадом, кавою або ваніллю, допомагає утримувати «головку». Також існують рецепти з карамеллю та іншими інгредієнтами.
Тістечко, назва якого означає «черниця», винайдено приблизно в 1855—1856 році в Café Frascati, відомому паризькому кафе, яким володів неаполітанець-морозивник Фраскаті. Ймовірно, тістечко нагадує силует католицької черниці в темному одязі та шапочці з білим комірцем.